# Уелаго
Уелаго (на испански: Huélago) е населено място и община в Испания. Намира се в провинция Гранада, в състава на автономната област Андалусия. Общината влиза в състава на района (комарка) Гуадикс. Заема площ от 32,79 km². Населението му е 358 души (по данни от 2010 г.).